# Dimitra Panteliadou
Dimitra Panteliadou (15 de fevereiro de 1986) é uma futebolista grega que atua como atacante.

## Carreira
Dimitra Panteliadou representou a Seleção Grega de Futebol Feminino, nas Olimpíadas de 2004. 